# Viktor Charitonov
Viktor Anatoljevitsj Charitonov (Russisch: Виктор Анатольевич Харитонов) (14 juni 1934 - 12 mei 1994) is een voormalig basketbalspeler die uitkwam voor CSKA Moskou.

## Carrière
Charitonov begon zijn carrière bij CSKA Moskou. Met CSKA werd hij twee keer landskampioen van de Sovjet-Unie in 1960 en 1961. Ook won Charitonov mey CSKA één keer de FIBA European Champions Cup in 1961. Ook speelde hij voor SKA Leningrad. Na zijn spelerscarrière was hij assistent coach bij Spartak Leningrad. Kreeg de onderscheiding Meester in de sport van de Sovjet-Unie.

## Erelijst
- Landskampioen Sovjet-Unie: 2
  - Winnaar: 1960, 1961
- FIBA European Champions Cup: 1
  - Winnaar: 1961